# Noa Fort
Noa Fort (hebräisch נועה ףורת; * um 1990 in Israel) ist eine israelische Jazzmusikerin (Piano, Gesang, Komposition).

## Leben und Wirken
Noa Fort hat von klein auf gesungen und Klavier gespielt; im Alter von fünf Jahren begann sie, klassischen Klavierunterricht zu nehmen. Ein Jahr lang lernte sie Tablaspiel in Indien und studierte dann an der Jerusalemer Akademie für Musik und Tanz, an der sie den Abschluss in Music Performance (zuerst für Gesang, dann für Klavier) erwarb. Sie engagierte sich in dieser Zeit in der Musikszene von Tel Aviv und Jerusalem, leitete ein Jazzquintett und arbeitete als Sidewoman für mehrere Bands und Projekte.
Ab 2013 arbeitete Fort in der New Yorker Jazzszene, wo sie ihre Musikstudien fortsetzte und sich zur Musiktherapeutin an der NYU ausbilden ließ. Sie hat an zahlreichen Veranstaltungsorten und Festivals wie dem BRIC Jazz Festival, Dizzy’s Club Coca Cola im Lincoln Center, The Stone, Cornelia Street Café, Roulette und in der Rockwood Music Hall gespielt. 2015 gründete sie ein Trio, aus dem sich später das Noa Fort Quartet entwickelte, bestehend aus Fort (Klavier und Stimme), Josh Deutsch (Trompete), Dan Loomis (Bass) und Ronen Itzik (Schlagzeug). Mit ihrer Band legte sie 2018 im Eigenverlag ihr Debütalbum No World Between Us vor.
Die von der Kritik gefeierte Veröffentlichung führte zu Buchungen beim DC Jazz Festival und BRIC Jazz Festival. All About Jazz nannte es „ein Album von beruhigender Originalität an allen Fronten … Texte voller zeitloser Themen“. Es folgten die EP Small Cities mit Schlagzeuger Vinnie Sperrazza, die Single Deeping und Mitte 2021 das Album Everyday Actions. Ihre Aufnahmen begannen im März 2020, kurz bevor der Lockdown infolge der COVID-19-Pandemie in den Vereinigten Staaten begann. Später im Verlauf der Pandemie beschloss Fort, das Projekt mit Solostücken fortzusetzen, die den Großteil des Albums ausmachen.
Fort verwendet Musik in ihrer Arbeit mit gefährdeten Jugendlichen, Erwachsenen mit Entwicklungsstörungen und Menschen mit psychischen Erkrankungen.

## Diskographische Hinweise
- No World Between Us (Fortisima Music, 2018), mit Josh Deutsch, Zack Lober, Ronen Itzik, Tal Gur
- Vinnie Sperrazza & Noa Fort: Small Cities (Edition Zero, 2020)
- Noa Fort: Everyday Actions (Ears & Eyes Records, 2021), mit Josh Deutsch, Dan Loomis, Ronen Itzik